# Bracon chrysostigma
Bracon chrysostigma är en stekelart som beskrevs av Greese 1928. Bracon chrysostigma ingår i släktet Bracon och familjen bracksteklar. Utöver nominatformen finns också underarten B. c. nigrofemoratus.